# Père Noël Confiance
 (janvier 2020).
Si vous disposez d'ouvrages ou d'articles de référence ou si vous connaissez des sites web de qualité traitant du thème abordé ici, merci de compléter l'article en donnant les références utiles à sa vérifiabilité et en les liant à la section « Notes et références ».
Albums de Bozi Boziana
Les yeux dans les yeux
(1995) Mbanzi ya Gamundele
(1996)
Père Noël Confiance est un album de Bozi Boziana, sorti en 1996.

## Titres
| No | Titre               | Auteur             | Durée |
| -- | ------------------- | ------------------ | ----- |
| 1. | Père Noël Confiance | Bozi Boziana       | 6:23  |
| 2. | Vérité              | Skola Miel         | 6:38  |
| 3. | Rayon Soleil        | Sadiko Songa Fiele | 6:02  |
| 4. | Benson Nostalgique  | Micha Brown        | 6:36  |
| 5. | Va et Vient         | Bozi Boziana       | 5:53  |
| 6. | Que Dieu soit loué  | Deo Brando         | 6:33  |
| 7. | Muana Mawa          | Koffi Alibaba      | 6:22  |
| 8. | Influence Lunda     | Skola Miel         | 6:53  |
| 9. | Animation Folklore  | Lapino             | 7:29  |

## Participants

### Chant
- Koffi Alibaba
- Deo Brando
- Skola Miel
- Betty Bis
- Mi Flo La Rose
- Lili Nedule
- Bozi Boziana

### Guitares
- Micha Brown
- Rigo Star
- Jyson Janvier Okota

### Basse
- Sadiko Songa Fiele

### Percussions
- Trocadéro Mukusa